# Tom McBride
Thomas "Tom" McBride (Charleston, Virginia Occidental, 7 de octubre de 1952 - Ciudad de Nueva York, 24 de septiembre de 1995) fue un actor de cine y televisión, fotógrafo y modelo estadounidense.

## Carrera
Debutó en el cine el 2 de mayo de 1962 a los 10 años en el film Checkmate como "Greenhouse" junto a Anthony George, Doug McClure, Sebastian Cabot y Lillian Bronson.
Protagonizó la película de terror de 1981, Friday the 13th Part 2, en el rol de Mark, un discapacitado motriz. 
También protagonizó la película de 1985 Remo Williams: la aventura comienza.
Su única aparición de TV fue en la serie de TV Highway to Heaven.
También es recordado por su carrera de modelaje como uno de los hombres de Marlboro famoso en la década de 1980.

## Fallecimiento
McBride, un hombre abiertamente homosexual, falleció en 1995 debido a una enfermedad cerebral a causa del Sida.Un documental del director Jay Corcoran titulado Vida y Muerte en la Lista A siguió  de cerca a  McBride en sus meses finales de vida.

## Filmografía
- Checkmate - 1962
- Friday the 13th Part 2 - Mark 1981
- Remo williams:La aventura comienza - 1985
- Highway to Heaven (serie)